# Великоберезька сільська територіальна громада
Великоберезька сільська громада — територіальна громада в Україні, в Берегівському районі Закарпатської області. Адміністративний центр — село Великі Береги.
Площа громади —  км², населення —  мешканців (2020).
Утворена 12 червня 2020 року шляхом об'єднання Великоберезької, Берегуйфалівської, Квасівської і Нижньореметівської сільських рад Берегівського району.

## Населені пункти
У складі громади 5 сіл:
- с. Великі Береги
- с. Берегуйфалу
- с. Квасово
- с. Нижні Ремети
- с. Верхні Ремети